# Club Atlético Anglo
El Club Atlético Anglo es un club deportivo de la ciudad de Fray Bentos, Uruguay. Se identifica al Barrio Anglo, donde están allí su Parque y su sede. Su hinchada es conocida como la "Banda del León".

## Historia
Fundado el 1 de junio de 1907 con el nombre de Liebig Football Club, bajo la presidencia de Guillermo Stalker; el nombre provenía de la Liebig Extract of Meat Company. Años después cambió a su denominación actual.
El 13 de junio de 1912, el entonces Liebig Football Club y el Fray Bentos Fútbol Club fueron fundadores de la Liga Departamental de Fútbol de Río Negro.
Desde hace más de un siglo existe una rivalidad futbolística con el Laureles Fútbol Club, que se plasma en los clásicos Anglo-Laureles.

## Plantel (2016)
| Nombre del Jugador  | Puesto            |
| ------------------- | ----------------- |
| Christian Martínez  | Arquero           |
| Patricio Arbiza     | Arquero           |
| Joaquín Voelker     | Arquero           |
| César Olivera       | Zaguero           |
| Ricardo Parodi      | Zaguero           |
| Diego Giusti        | Zaguero           |
| Hugo Casanova (C)   | Zaguero           |
| Abel Silveira       | Lateral izquierdo |
| Gabriel Banegas     | Lateral izquierdo |
| Anthony Cabral      | Lateral Izquiero  |
| Nando Figún         | Lateral izquierdo |
| José Díaz           | Lateral derecho   |
| Rafael Castroman    | Lateral derecho   |
| Nicolás Ferrando    | Mediocampista     |
| Alexander Muller    | Mediocampista     |
| Leonardo Olivera    | Mediocampista     |
| Matías Milessi      | Mediocampista     |
| Maximiliano Vallejo | Mediocampista     |
| Walter Ocampos      | Mediocampista     |
| Juan Miguel Nocetti | Delantero         |
| Ezequiel Pedrozo    | Delantero         |
| Cristian Rodríguez  | Delantero         |
| Xavier Civitatte    | Delantero         |
| Alain Batto         | Delantero         |
| Alexander Cano      | Delantero         |
| Richard Ferret      | Delantero         |
| Sebastián Rodríguez | Delantero         |
| Adrián Ribeiro      | Delantero         |

## Títulos[3]
- Liga de Río Negro (21): 1914, 1915, 1922, 1928, 1929, 1947, 1956, 1963, 1982, 1985, 1987, 1988, 1992, 1997, 1999, 2000, 2003, 2004, 2005, 2008, 2015.

Nota:  Los 3 primeros títulos del club fueron obtenidos como Liebig's Football Club